# Kriminalprävention
Kriminalprävention dient der Vorbeugung rechtswidriger Taten. Es wird unterschieden zwischen universeller (d. h. primärer bzw. allgemeiner), situativer bzw. selektiver (auch: sekundärer) und indizierter (auch: tertiärer bzw. postinzidenter) Prävention sowie Täter-, Situations- und opferbezogener Prävention.
Die Begriffe primäre, sekundäre und tertiäre Prävention suggerieren eine Stufung und sollten nicht mehr verwendet werden, da die moderne Kriminologie am ehesten die Muster der selektiven bzw. indizierten Prävention als Kriminalprävention versteht.
Eine besondere Bedeutung haben die von den Bundesländern entwickelten Programme zur Bekämpfung der Delinquenz von Schwellentätern, aber auch die von der Europäischen Union geförderte berufliche Weiterbildung zur Fachkraft für Kriminalprävention.

## Präventionsmaßnahmen
Zu den Maßnahmen im Besonderen siehe nachstehende Tabelle.
|                                 | universelle oder soziale bzw. primäre Prävention | selektive oder situative bzw. sekundäre Prävention | indizierte bzw. tertiäre Prävention |
| Täter- bezogene Prävention      | - Drogenprävention - Sport gegen Gewalt – Kampagnen - Kontrolle des Betäubungsmittelzugangs - Kontrolle des Zugangs zu gewaltverherrlichenden Medien                                                                                | - Maßnahmen der polizeilichen Gefahrenabwehr - Beratungsstellen wie z. B. Suchtberatung | - Ehescheidung (siehe Diskussion) - Entziehung des Sorgerechts - Verhängung und Vollstreckung von Strafe - Straffälligenhilfe - Therapieangebote - Jugendstationen |
| Situations- bezogene Prävention | - Gezielte Stadtplanung: Sanierung von Slums, Reduktion von Uniformität etc. - Kontrolle des Zugangs zu Waffen - Kriminalitätsbekämpfung im unbaren Zahlungsverkehr durch Nutzung nichtpolizeilicher Organisationsstrukturen (KUNO) | - technische Hilfsmittel wie Lenkradschlösser, Wegfahrsperren, Alarmanlagen - Videoüberwachung an Brennpunkten wie Bahnhöfe oder Banken - private Wachdienste - nachbarschaftliche Wachsamkeit (auch als „Nachbarschaftswache“) | - Beschlagnahmung von Drogen, Diebesgut etc. - Entziehung der Konzession - Einziehung der Tatwerkzeuge                                                             |
| Opfer- bezogene Prävention      | - Selbstverteidigungs- und Selbstbehauptungskurse für Frauen - Sexuelle Aufklärung | - Anleitung zur Selbsthilfe - Personenschutz - Beschusshemmende Westen - Frauen-Nachttaxi | - Opferschutz - Frauenhäuser - Notruf für vergewaltigte Frauen - Unterbringung in einer Pflegefamilie                                                              |

Im Rahmen des Strafrechts werden für die Strafe die Generalprävention und Spezialprävention als Rechtfertigungen herangezogen. Dabei wird tertiäre Prävention unter den Aspekten Abschreckung, Besserung und Sicherung betrieben. Ein wirksames Konzept sind hierbei Jugendstationen, wie sie in Gera eingerichtet wurde. Dort arbeiten Polizei, Jugendgerichtshilfe und Staatsanwaltschaft in einem eigenen Gebäude zusammen. Ziel dieser behördenübergreifenden Zusammenarbeit ist eine angemessene Reaktion, die umgehend, erzieherisch und präventiv erfolgt.

## Kriminalitätsfurcht
Politik und Medien tragen zu einem zumindest verzerrten Bild vom Ausmaß der Kriminalität in Deutschland bei. Auf die Furcht vor kriminellen Delikten wird verstärkt mit Kriminalitätsprävention reagiert.